# Parachaetoceras pritchardi
Genre
Espèce
Synonymes
- Chaetoceras pritchardi Womersley, 1936

Parachaetoceras pritchardi, unique représentant du genre Parachaetoceras, est une espèce de collemboles de la famille des Entomobryidae.

## Distribution
Cette espèce est endémique de Nouvelle-Zélande.

## Description
L'holotype mesure 3 mm

## Étymologie
Cette espèce est nommée en l'honneur d'Eric Daniel Pritchard.

## Publications originales
- Womersley, 1936 : On the Collembolan Fauna of New Zealand. Transactions and Proceedings of the Royal Society of New Zealand, vol. 66, p. 316-328 (texte intégral).
- Salmon, 1941 : The Collembolan fauna of New Zealand, including a discussion of its distribution and affinities. Transactions and Proceedings of the Royal Society of New Zealand, vol. 70, p. 282-431 (texte intégral).